# Grand Prix Brazylii 2009
Wyniki Grand Prix Brazylii, szesnastej rundy Mistrzostw Świata Formuły 1 w sezonie 2009.

## Wyniki

### Sesje treningowe

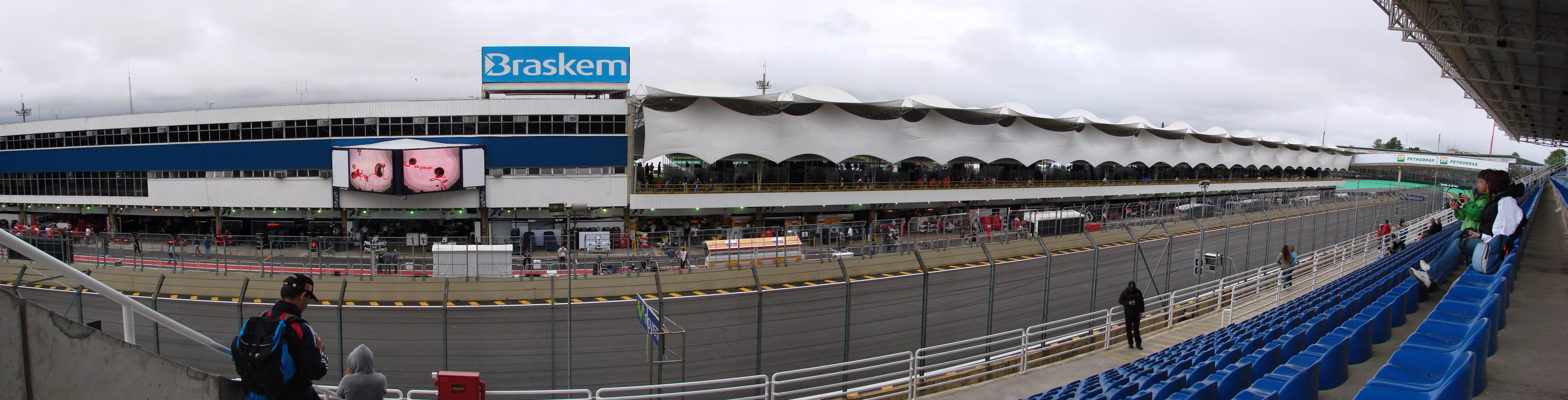
Autódromo José Carlos Pace podczas treningu

| Sesja | Nr | Kierowca        | Konstruktor      | Czas     | Okr. |
| ----- | -- | --------------- | ---------------- | -------- | ---- |
| 1     | 14 | Mark Webber     | Red Bull-Renault | 1:12.463 | 29   |
| 2     | 7  | Fernando Alonso | Renault          | 1:12.314 | 27   |
| 3     | 16 | Nico Rosberg    | Williams-Toyota  | 1:23.182 | 9    |

### Kwalifikacje
| Poz. | Nr | Kierowca             | Konstruktor          | Q1       | Q2       | Q3       | Poz. s. |
| --- | --- | -------------------- | -------------------- | -------- | -------- | -------- | ------- |
| 1 | 23 | Rubens Barrichello   | Brawn-Mercedes       | 1:24.100 | 1:21.659 | 1:19.576 | 1       |
| 2 | 14 | Mark Webber          | Red Bull-Renault     | 1:24.722 | 1:20.803 | 1:19.668 | 2       |
| 3 | 20 | Adrian Sutil         | Force India-Mercedes | 1:24.447 | 1:20.753 | 1:19.912 | 3       |
| 4 | 9 | Jarno Trulli         | Toyota               | 1:24.621 | 1:20.635 | 1:20.097 | 4       |
| 5 | 4 | Kimi Räikkönen       | Ferrari              | 1:23.047 | 1:21.378 | 1:20.168 | 5       |
| 6 | 12 | Sébastien Buemi      | Toro Rosso-Ferrari   | 1:24.591 | 1:20.701 | 1:20.250 | 6       |
| 7 | 16 | Nico Rosberg         | Williams-Toyota      | 1:22.828 | 1:20.368 | 1:20.326 | 7       |
| 8 | 5 | Robert Kubica        | BMW Sauber           | 1:23.072 | 1:21.147 | 1:20.631 | 8       |
| 9 | 17 | Kazuki Nakajima      | Williams-Toyota      | 1:23.161 | 1:20.427 | 1:20.674 | 9       |
| 10 | 7 | Fernando Alonso      | Renault              | 1:24.842 | 1:21.657 | 1:21.422 | 10      |
| 11 | 10 | Kamui Kobayashi      | Toyota               | 1:24.335 | 1:21.960 | -        | 11      |
| 12 | 11 | Jaime Alguersuari    | Toro Rosso-Ferrari   | 1:24.773 | 1:22.231 | -        | 12      |
| 13 | 8 | Romain Grosjean      | Renault              | 1:24.394 | 1:22.477 | -        | 13      |
| 14 | 22 | Jenson Button        | Brawn-Mercedes       | 1:24.297 | 1:22.504 | -        | 14      |
| 15 | 21 | Vitantonio Liuzzi    | Force India-Mercedes | 1:24.645 | -        | -        | 20      |
| 16 | 15 | Sebastian Vettel     | Red Bull-Renault     | 1:25.009 | -        | -        | 15      |
| 17 | 2 | Heikki Kovalainen    | McLaren-Mercedes     | 1:25.052 | -        | -        | 16      |
| 18 | 1 | Lewis Hamilton       | McLaren-Mercedes     | 1:25.192 | -        | -        | 17      |
| 19 | 6 | Nick Heidfeld        | BMW Sauber           | 1:25.515 | -        | -        | 18      |
| 20 | 3 | Giancarlo Fisichella | Ferrari              | 1:40.703 | -        | -        | 19      |
| Poz. | Nr | Kierowca             | Konstruktor          | Q1       | Q2       | Q3       | Poz. s. |
| \| Legenda \| Legenda \| \| ------------------------ \| ---------------------------------------------------------------------------------------------------------------------------------------------------------------------------------------------------------------------------------------------------------------- \| \| Poz. Nr Q1 Q2 Q3 Poz. s. \| Pozycja zajęta w sesji kwalifikacyjnej Numer startowy kierowcy Wynik uzyskany w pierwszej części kwalifikacji Wynik uzyskany w drugiej części kwalifikacji Wynik uzyskany w trzeciej części kwalifikacji Pozycja startowa po uwzględnięniu kar, przesunięć, itp. \| | |                      |                      |          |          |          |         |
| Legenda | |                      |                      |          |          |          |         |
| Poz. Nr Q1 Q2 Q3 Poz. s. | Pozycja zajęta w sesji kwalifikacyjnej Numer startowy kierowcy Wynik uzyskany w pierwszej części kwalifikacji Wynik uzyskany w drugiej części kwalifikacji Wynik uzyskany w trzeciej części kwalifikacji Pozycja startowa po uwzględnięniu kar, przesunięć, itp. |                      |                      |          |          |          |         |

### Wyścig
| P                 | + / –     | Nr | Kierowca             | Konstruktor          | Okr. | Czas / Strata | Komentarz                  |
| ----------------- | --------- | -- | -------------------- | -------------------- | ---- | ------------- | -------------------------- |
| 1                 | 1         | 14 | Mark Webber          | Red Bull-Renault     | 71   | 1h32:23.081   |                            |
| 2                 | 6         | 5  | Robert Kubica        | BMW Sauber           | 71   | +0:07.626     |                            |
| 3                 | 14        | 1  | Lewis Hamilton       | McLaren-Mercedes     | 71   | +0:18.944     |                            |
| 4                 | 11        | 15 | Sebastian Vettel     | Red Bull-Renault     | 71   | +0:19.652     |                            |
| 5                 | 9         | 22 | Jenson Button        | Brawn-Mercedes       | 71   | +0:29.005     |                            |
| 6                 | 1         | 4  | Kimi Räikkönen       | Ferrari              | 71   | +0:33.340     |                            |
| 7                 | 1         | 12 | Sébastien Buemi      | Toro Rosso-Ferrari   | 71   | +0:35.991     |                            |
| 8                 | 7         | 23 | Rubens Barrichello   | Brawn-Mercedes       | 71   | +0:45.454     |                            |
| 9                 | 2         | 10 | Kamui Kobayashi      | Toyota               | 71   | +1:03.324     |                            |
| 10                | 9         | 3  | Giancarlo Fisichella | Ferrari              | 71   | +1:10.665     |                            |
| 11                | 9         | 21 | Vitantonio Liuzzi    | Force India-Mercedes | 71   | +1:11.388     |                            |
| 12                | 4         | 2  | Heikki Kovalainen    | McLaren-Mercedes     | 71   | +1:13.499     |                            |
| 13                | Bez zmian | 8  | Romain Grosjean      | Renault              | 70   | +1 okr.       |                            |
| 14                | 2         | 11 | Jaime Alguersuari    | Toro Rosso-Ferrari   | 70   | +1 okr.       |                            |
| Niesklasyfikowani |           |    |                      |                      |      |               |                            |
|                   |           | 17 | Kazuki Nakajima      | Williams-Toyota      | 30   |               | kolizja z Kobayashim       |
|                   |           | 16 | Nico Rosberg         | Williams-Toyota      | 27   |               | skrzynia biegów            |
|                   |           | 6  | Nick Heidfeld        | BMW Sauber           | 21   |               | brak paliwa                |
|                   |           | 20 | Adrian Sutil         | Force India-Mercedes | 0    |               | kolizja z Trullim i Alonso |
|                   |           | 7  | Fernando Alonso      | Renault              | 0    |               | kolizja z Sutilem          |
|                   |           | 9  | Jarno Trulli         | Toyota               | 0    |               | kolizja z Sutilem          |
| P                 | + / –     | Nr | Kierowca             | Konstruktor          | Okr. | Czas / Strata | Komentarz                  |

### Najszybsze okrążenie
| Nr | Kierowca    | Konstruktor      | Czas     | Okr. |
| -- | ----------- | ---------------- | -------- | ---- |
| 14 | Mark Webber | Red Bull-Renault | 1:13.733 | 25   |

## Lista startowa
| Nr | Kierowca             | Zespół                       | Samochód          | Silnik               | Opony |
| -- | -------------------- | ---------------------------- | ----------------- | -------------------- | ----- |
| 1  | Lewis Hamilton       | Vodafone McLaren Mercedes    | McLaren MP4-24    | Mercedes-Benz FO108W | B     |
| 2  | Heikki Kovalainen    | Vodafone McLaren Mercedes    | McLaren MP4-24    | Mercedes-Benz FO108W | B     |
| 3  | Giancarlo Fisichella | Scuderia Marlboro Ferrari    | Ferrari F60       | Ferrari 056          | B     |
| 4  | Kimi Räikkönen       | Scuderia Marlboro Ferrari    | Ferrari F60       | Ferrari 056          | B     |
| 5  | Robert Kubica        | BMW Sauber F1 Team           | BMW F1.09         | BMW P86/9            | B     |
| 6  | Nick Heidfeld        | BMW Sauber F1 Team           | BMW F1.09         | BMW P86/9            | B     |
| 7  | Fernando Alonso      | Renault F1 Team              | Renault R29       | Renault RS27-2009    | B     |
| 8  | Romain Grosjean      | Renault F1 Team              | Renault R29       | Renault RS27-2009    | B     |
| 9  | Jarno Trulli         | Panasonic Toyota Racing      | Toyota TF109      | Toyota RVX-09        | B     |
| 10 | Kamui Kobayashi      | Panasonic Toyota Racing      | Toyota TF109      | Toyota RVX-09        | B     |
| 11 | Jaime Alguersuari    | Scuderia Toro Rosso          | Toro Rosso STR04  | Ferrari 056          | B     |
| 12 | Sébastien Buemi      | Scuderia Toro Rosso          | Toro Rosso STR04  | Ferrari 056          | B     |
| 14 | Mark Webber          | Red Bull Racing              | Red Bull RB5      | Renault RS27-2009    | B     |
| 15 | Sebastian Vettel     | Red Bull Racing              | Red Bull RB5      | Renault RS27-2009    | B     |
| 16 | Nico Rosberg         | AT&T WilliamsF1 Team         | Williams FW31     | Toyota RVX-09        | B     |
| 17 | Kazuki Nakajima      | AT&T WilliamsF1 Team         | Williams FW31     | Toyota RVX-09        | B     |
| 20 | Adrian Sutil         | Force India Formula One Team | Force India VJM02 | Mercedes-Benz FO108W | B     |
| 21 | Vitantonio Liuzzi    | Force India Formula One Team | Force India VJM02 | Mercedes-Benz FO108W | B     |
| 22 | Jenson Button        | Brawn GP Formula One Team    | Brawn BGP 001     | Mercedes-Benz FO108W | B     |
| 23 | Rubens Barrichello   | Brawn GP Formula One Team    | Brawn BGP 001     | Mercedes-Benz FO108W | B     |
| Nr | Kierowca             | Zespół                       | Samochód          | Silnik               | Opony |

## Klasyfikacja po wyścigu

### Kierowcy
| P  | +/− | Kierowca             | Starty | Punkty | P1 | P2 | P3 | PP | NO | NS |
| -- | --- | -------------------- | ------ | ------ | -- | -- | -- | -- | -- | -- |
| 1  | 0   | Jenson Button        | 16     | 89     | 6  | 1  | 1  | 4  | 2  | 1  |
| 2  | +1  | Sebastian Vettel     | 16     | 74     | 3  | 2  | 2  | 4  | 2  | 3  |
| 3  | −1  | Rubens Barrichello   | 16     | 72     | 2  | 3  | 1  | 1  | 2  | 1  |
| 4  | 0   | Mark Webber          | 16     | 61,5   | 2  | 3  | 2  | 1  | 3  | 2  |
| 5  | +1  | Lewis Hamilton       | 16     | 49     | 2  | 1  | 2  | 3  | -  | 1  |
| 6  | −1  | Kimi Räikkönen       | 16     | 48     | 1  | 1  | 3  | -  | -  | 2  |
| 7  | 0   | Nico Rosberg         | 16     | 34,5   | -  | -  | -  | -  | 1  | 1  |
| 8  | 0   | Jarno Trulli         | 16     | 30,5   | -  | 1  | 2  | 1  | 1  | 4  |
| 9  | 0   | Fernando Alonso      | 16     | 26     | -  | -  | 1  | 1  | 2  | 3  |
| 10 | 0   | Timo Glock           | 14     | 24     | -  | 1  | 1  | -  | 1  | -  |
| 11 | 0   | Felipe Massa         | 9      | 22     | -  | -  | 1  | -  | 1  | 2  |
| 12 | 0   | Heikki Kovalainen    | 16     | 22     | -  | -  | -  | -  | -  | 5  |
| 13 | +1  | Robert Kubica        | 16     | 17     | -  | 1  | -  | -  | -  | 3  |
| 14 | −1  | Nick Heidfeld        | 16     | 15     | -  | 1  | -  | -  | -  | 2  |
| 15 | 0   | Giancarlo Fisichella | 16     | 8      | -  | 1  | -  | 1  | -  | 1  |
| 16 | 0   | Adrian Sutil         | 16     | 5      | -  | -  | -  | -  | 1  | 4  |
| 17 | 0   | Sébastien Buemi      | 16     | 5      | -  | -  | -  | -  | -  | 5  |
| 18 | 0   | Sébastien Bourdais   | 9      | 2      | -  | -  | -  | -  | -  | 3  |
| 19 | 0   | Kazuki Nakajima      | 16     | -      | -  | -  | -  | -  | -  | 4  |
| 20 | 0   | Nelson Piquet Jr.    | 10     | -      | -  | -  | -  | -  | -  | 2  |
| 21 | N   | Kamui Kobayashi      | 1      | -      | -  | -  | -  | -  | -  | -  |
| 22 | −1  | Vitantonio Liuzzi    | 4      | -      | -  | -  | -  | -  | -  | 1  |
| 23 | 0   | Romain Grosjean      | 6      | -      | -  | -  | -  | -  | -  | 2  |
| 24 | 0   | Jaime Alguersuari    | 7      | -      | -  | -  | -  | -  | -  | 4  |
| 25 | −3  | Luca Badoer          | 2      | -      | -  | -  | -  | -  | -  | -  |
| P  | +/− | Kierowca             | Starty | Punkty | P1 | P2 | P3 | PP | NO | NS |

### Konstruktorzy
| P  | +/− | Konstruktor          | Starty | Punkty | P1 | P2 | P3 | PP | NO | NS |
| -- | --- | -------------------- | ------ | ------ | -- | -- | -- | -- | -- | -- |
| 1  | 0   | Brawn-Mercedes       | 32     | 161    | 8  | 4  | 2  | 5  | 4  | 2  |
| 2  | 0   | Red Bull-Renault     | 32     | 135,5  | 5  | 5  | 4  | 5  | 5  | 5  |
| 3  | +1  | McLaren-Mercedes     | 32     | 71     | 2  | 1  | 2  | 3  | -  | 6  |
| 4  | −1  | Ferrari              | 31     | 70     | 1  | 1  | 4  | -  | 1  | 4  |
| 5  | 0   | Toyota               | 31     | 54,5   | -  | 2  | 3  | 1  | 2  | 4  |
| 6  | 0   | Williams-Toyota      | 32     | 34,5   | -  | -  | -  | -  | 1  | 5  |
| 7  | +1  | BMW Sauber           | 32     | 32     | -  | 2  | -  | -  | -  | 5  |
| 8  | −1  | Renault              | 32     | 26     | -  | -  | 1  | 1  | 2  | 7  |
| 9  | 0   | Force India-Mercedes | 32     | 13     | -  | 1  | -  | 1  | 1  | 6  |
| 10 | 0   | Toro Rosso-Ferrari   | 32     | 7      | -  | -  | -  | -  | -  | 12 |
| P  | +/− | Konstruktor          | Starty | Punkty | P1 | P2 | P3 | PP | NO | NS |

## Prowadzenie w wyścigu
| Nr                              | Kierowca           | Okrążenia | Suma |
| ------------------------------- | ------------------ | --------- | ---- |
| 14                              | Mark Webber        | 21-71     | 51   |
| 23                              | Rubens Barrichello | 1-20      | 20   |
| \| Wykres \| \| ------ \| \| \| |                    |           |      |
| Wykres                          |                    |           |      |
|                                 |                    |           |      |